# Нагрудный знак «Отличный повар»
Нагрудный знак «Отличный повар» — награда, существовавшая в 1943—1957 годах для поощрения особо отличившихся поваров РККА (с 1946 года — СА).

## О знаке
Знак был утверждён указом президиума Верховного Совета СССР от 8 июля 1943 года и доведён до личного состава приказом заместителя наркома обороны СССР №278 от 18 сентября 1943 года. Им награждался рядовой и младший начальствующий состав службы продовольственного снабжения Красной армии.
В соответствии со статутом, нагрудным знаком награждались лица, систематически показывающие высокие образцы:
- отличного приготовления вкусной, разнообразной пищи в боевой обстановке;
- равномерной раздачи пищи бойцам по полной норме;
- быстрой доставки горячей пищи и чая бойцам;
- бережного содержания в боевой обстановке походной кухни, кухонного инвентаря и принадлежностей;
- быстрого устройства полевых очагов и приготовления на них пищи;
- использования местных источников витаминов и зелени;
- тщательной маскировки походных кухонь и полевых очагов;
- соблюдения санитарно-гигиенических требований при приготовлении и раздаче пищи и соблюдения личной гигиены.

Постановлением президиума Верховного Совета СССР от 9 декабря 1944 года было установлено, что знаком «Отличный повар» может быть награждён и вольнонаёмный персонал РККА (приказ начальника тыла Красной армии №3 от 1945 года). Всего знаками «Отличный повар» и «Отличный пекарь» было награждено около 33000 человек.
Правом награждения знаком обладали командиры полков и соединений, начальники отделов продовольственного снабжения армии, начальники управлений продовольственного снабжения фронтов и военных округов и начальник Главного управления продовольственного снабжения Красной армии. Награждение фиксировалось приказом по части с занесением сведений о награждении в красноармейскую книжку. Неформально в частях выдавались неофициальные удостоверения к знаку в связи с тем, что патрули требовали документы на право ношения той или иной награды.
17 апреля 1957 года приказом министра обороны СССР маршала Г. К. Жукова №67 данный знак (как и остальные из серии) был упразднён.

## Описание знака
Дизайн знака был унифицирован с прочими знаками отличников («Отличный связист», «Отличный артиллерист»), первые из которых были утверждены 21 мая 1942 года. По некоторым сведениям, основой для дизайна всей серии послужил один из неутверждённых вариантов Ордена Отечественной войны работы художника С. И. Дмитриева.
Нагрудный знак представлял собой фигурный щит, стилизованный под русский средневековый щит, наложенный на позолоченный, перевитый лентой дубовый венок, ветви которого выступают по бокам щита. Поверхность щита покрыта рубиново-красной эмалью, по краю обрамлённого металлической полоской с симметрично расположенными на ней точками. В верхней части щита полоска переходит в витое украшение. На щите укреплена круглая пластина, покрытая той же эмалью, в середине которой расположено позолоченное изображение серпа и молота, вокруг пластины имеется белый поясок по окружности, на котором расположена надпись золотыми буквами «Отличный повар». По краям пояска расположены позолоченные ободки, в нижней части пятиконечная звезда. Такое оформление было принято для всех знаков отличия (исключая разные надписи).
В нижней части щита размещено позолоченное изображение походной кухни. Изготовлялся знак из жёлтого металла с наложением эмалей и серебрением или оксидированием.
Знак крепился к одежде посредством нарезного штифта с гайкой для прикрепления знака к одежде. Носился знак на правой стороне груди.